# Fremdsprachenwachstum
Das sogenannte Fremdsprachenwachstum ist ein Konzept, eine Fremdsprache zu erlernen. Es kann zu den alternativen Methoden in der Fremdsprachendidaktik oder auch im formalisierten Zweitspracherwerb gezählt werden.
Es wurde 1988 im Rahmen des Verbands Wiener Volksbildung von Susanna Buttaroni und Alfred Knapp entwickelt.
Das Fremdsprachenwachstum folgt mehreren Prinzipien:
- Jeder Lernwillige bringt eigene Strategien für das Sprachenlernen mit. Der Ansatz des Fremdsprachenwachstums ermöglicht den Lernenden, Strategien weiterzuentwickeln und selbständig weiterzulernen. Es hat also einen emanzipatorischen Ansatz.
- Bei der Auswahl der Themen sollen die Interessen und Bedürfnisse der Lernenden berücksichtigt werden. Das Fremdsprachenwachstum soll den Lernenden dazu verhelfen, ihre sprachlichen Kompetenzen passend zu den Anforderungen in ihrem Alltag zu entwickeln. Daher ist es lernenden-zentriert und orientiert sich nicht an Lehrplänen oder ähnlichem.
- Es sollen  sogenannte authentische Lernmaterialien im Sprachunterricht verwendet werden. Hörbeispiele und Texte sollen dem realen bzw. realistischen Alltag der Lernenden entsprechen und natürlich, d. h. nicht künstlich, wirken.
- Die rezeptiven Fähigkeiten Hören und Lesen gehen den produktiven Fähigkeiten Sprechen und Schreiben vor.
- Bei der Arbeit mit den Lernmaterialien geht das globale vor dem Detailverständnis. Das inhaltliche Verständnis geht vor dem Erarbeiten formaler Aspekte wie der Grammatik. Lernmaterialien werden hierfür intensiv in verschiedenen Übungen mehrfach genutzt.
- Bei den Übungen werden inhaltsorientierte (freie) und formorientierte (gelenkte) Aufgaben getrennt.[3]

In der Theorie baut es auf der Universalgrammatik von Noam Chomsky auf: Sprache und Sprachfähigkeit seien dem Menschen angeboren und im menschlichen Gehirn modular organisiert. Das Fremdsprachenwachstum hat den Anspruch, diese angeborenen Kompetenzen bestmöglich zu berücksichtigen und zu nutzen.
Es kann auch als nativistischer Ansatz kategorisiert werden.